# Wallbachtalbrücke
Die Wallbachtalbrücke ist eine 534 m lange Eisenbahnbrücke der Schnellfahrstrecke Köln–Rhein/Main. Sie überspannt den Talgrund auf zwölf bis zu 18,5 m hohen Pfeilern. Sie ist, nach der 994 m langen Hallerbachtalbrücke, die zweitlängste Brücke der Schnellfahrstrecke.
Sie überspannt das Wallbachtal, am Zusammenfluss von Wallbach und Wörsbach, und trägt daher ihren Namen.

## Geschichte

### Planung
Der Bau der Brücke zur Querung des Biotops Wallbachtal ging aus dem im November 1994 abgeschlossenen Raumordnungsverfahren hervor. Die Planung sah vor, die Brücke 9 m über dem Niveau Autobahn zu führen, um die Strecke bis an den Böschungsfuß der Fernstraße heranrücken und die anschließenden Einschnittstiefen verringern zu können. Die geplante Länge lag dabei bei 490 m.
Eine Quelle von Mitte 1995 spricht bereits von einer geplanten Länge von 534 m. Eine andere von Ende 1995 dagegen von einer geplanten Länge von 490 m. Ende 1997 waren 534 m geplant.

### Bau
Die Durchlaufträgerbrücke wurde im Taktschiebeverfahren errichtet.
Bis Mitte 1999 waren zwei Drittel der Überbauten betoniert gewesen.
Um einen Pfeiler wenige Meter neben dem Bachbett zu gründen, war der Wörsbach in diesem Abschnitt vorübergehend verlegt. Als ökologischer Ausgleich wurde ein baufälliges Wehr am Wörsbach beseitigt und damit die Durchgängigkeit des Gewässers verbessert.

## Technik
Auf der Ostseite der Brücke ist eine Lärmschutzwand von 640 m Länge angebracht. Eine 370 m lange Windschutzwand war auf der Westseite der Brücke vorhanden.
Eine Besonderheit der Brücke sind in 155 mm Überhöhung liegende Schienenauszüge.